# Campionato italiano di hockey su ghiaccio 1947
Il campionato italiano di hockey su ghiaccio 1947, 14ª edizione del massimo campionato nazionale, fu il primo a svolgersi dopo la conclusione della seconda guerra mondiale, e fu suddiviso in serie A e B. A vincere il nono titolo della propria storia fu l'HC Milano.
Venne fondata la Federazione Italiana Hockey su Ghiaccio con l'intento di promuovere lo sport staccandosi dalla FISI, maggiormente dedita all'attività sciistica. Il primo presidente della nuova Federazione fu Enrico Calcaterra. Vennero introdotte alcune novità regolamentari già utilizzate in ambito internazionale: non esiste più il fuorigioco per i componenti di ogni squadra, ma è attuato nelle singole zone. Le penalità comminate ai giocatori sono di 2 o 5 minuti e corrispondono a un preciso fallo. La penalità per cattiva condotta comporta l'espulsione definitiva dalla partita. I tempi di gioco sono tre da venti minuti ciascuno e non più quindici, mentre, dove necessario, il tempo supplementare è di venti minuti e la partita termina al primo gol realizzato.

## Serie B
Le otto formazioni iscritte vengono suddivise in due gironi; la vincente del torneo cadetto si aggiudica il diritto di lottare per la conquista del tricolore nella Serie A. I gruppi eliminatori premiano Misurina e Milano II.

### Formazioni
- Alleghe
- Bolzano (Pol. Giov. Alto Adige)
- Cortina II
- Diavoli Rossoneri Milano II
- Merano
- HC Milano II
- Misurina
- HC Ortisei

### Finale
| Cortina d'Ampezzo 26 gennaio 1947 | Misurina | 3 – 2 | HC Milano II | Palazzo del ghiaccio |

Il Misurina accede per la prima volta alla Serie A.

## Serie A
Le formazioni iscritte sono quattro: HC Milano, HC Diavoli Rossoneri e SG Cortina ammesse di diritto, alle quali va aggiunta la vincitrice della serie B, il Misurina. La formula della Serie A prevede la disputa di partite ad eliminazione diretta. Le vincenti accedono alla finale. Tutte le partite sono disputate al Palazzo del Ghiaccio di Milano. Nelle semifinali i Diavoli Rossoneri Milano si sbarazzano agevolmente del Misurina per 13-2, mentre il Milano supera Cortina.

### Formazioni
- Cortina
- Diavoli Rossoneri Milano
- HC Milano
- HC Misurina

### Finale per il 3º posto
| Milano febbraio 1947 | Cortina | 7 – 3 (2-1; 3-2; 2-0) | Misurina | Palazzo del ghiaccio |

### Finale
| Arbitri: | Galletti Franco Taccani |

|                 |           |                            |
| Bucchetti 16:00 | Marcatori | 08:00 Federici 35:00 Gerli |

### Formazione vincitrice
| HC Milano 9º titolo | Giancarlo Bulgheroni, Ignazio Dionisi, Arnaldo Fabris, Vincenzo Fardella, Aldo Federici, Umberto Gerli, Costanzo Mongini, Franco Rossi, Luigi Venosta, Giancarlo Bassi. |